# Potere contrattuale
In ambito economico, il potere contrattuale è la caratteristica di una delle parti che si vedono contrapposte nella formulazione di un contratto ed è la credibilità con cui tale parte minaccia l'altra di ritirarsi dalla trattativa del contratto.
Il potere contrattuale può far conseguire alla parte più forte numerosi vantaggi che possono essere valutati economicamente.
Per esempio possiamo considerare il potere contrattuale di un operaio nella conclusione di un contratto di lavoro con un datore di lavoro. Esso può dipendere dal livello di sindacalizzazione nel paese, dalla esperienza dell'operaio in quell'ambito, dal numero di lavoratori con la sua stessa preparazione, ecc. e ognuno di questi fattori concorre all'aumento o alla diminuzione del potere contrattuale dell'operaio che gli farà ottenere uno stipendio più o meno alto oppure altri vantaggi non monetari.